# You Must Get Married
You Must Get Married é um filme britânico de 1936, do gênero comédia, dirigido por Leslie Pearce, Frances Day, Neil Hamilton e Robertson Hare. A fim de ser capaz de trabalhar na Grã-Bretanha, uma atriz norte-americana se casa com um marinheiro britânico. É baseado em um romance de David Evans.

## Elenco
- Frances Day - Fenella Dane
- Neil Hamilton - Michael Brown
- Robertson Hare - Percy Phut
- Wally Patch - Chefe Blow
- Gus McNaughton - Bosun
- Fred Duprez - Cyrus P. Hankin
- Dennis Wyndham - Albert Gull
- C. Denier Warren - Sr. Wurtsell
- James Carew - Sr. Schillinger